# Kataloniens MotoGP 2006
Kataloniens MotoGP 2006 var ett race som kördes den 18 juni på Circuit de Catalunya.

## MotoGP
Loppet inleddes med en enorm krasch, efter att Ducati Corses bägge förare Loris Capirossi och Sete Gibernau kolliderat. När kalabaliken lagt sig var väldigt många förare golvade. Capirossi, Gibernau och Marco Melandri var skadade och missade omstarten, vilket troligen kostade Capirossi VM-titeln, då han bara kunde ta en poäng på Assen veckan efteråt på grund av skadan. Melandri tappade också kontakten med VM-toppen på grund av missen. I omstarten tog Valentino Rossi sin tredje seger för säsonge, medan Nicky Hayden tog över VM-ledningen med sin andraplats.

### Resultat
| Placering | Förare            | Märke  | Grid |
| --------- | ----------------- | ------ | ---- |
| 1         | Valentino Rossi   | Yamaha | 1    |
| 2         | Nicky Hayden      | Honda  | 7    |
| 3         | Kenny Roberts Jr  | KR     | 3    |
| 4         | John Hopkins      | Suzuki | 2    |
| 5         | Colin Edwards     | Yamaha | 12   |
| 6         | Chris Vermeulen   | Suzuki | 4    |
| 7         | Makoto Tamada     | Honda  | 15   |
| 8         | Carlos Checa      | Yamaha | 16   |
| 9         | James Ellison     | Yamaha | 18   |
| 10        | Alex Hofmann      | Ducati | 17   |
| 11        | José Luis Cardoso | Ducati | 19   |